# Martorell
Pour les articles homonymes, voir Martorell (homonymie).
Martorell est une commune de la comarque de Baix Llobregat dans la province de Barcelone en Catalogne (Espagne).

## Géographie
Martorell possède trois gares de chemin de fer : une pour la ligne de la Renfe de Manresa à Sant Vicenç de Calders (via Barcelone et Vilafranca del Penedès) appelée "Martorell", et deux pour la ligne de la FGC de Barcelone à Manresa appelées "Martorell-Vila" et "Martorell-Enllaç".

## Histoire
La bataille de Martorell est un des épisodes de la guerre des faucheurs qui s'est déroulé du 20 au 23 janvier 1641 et qui s'est soldé par une victoire des castillans.

## Démographie
| Lieux habités     | Population (2002) |
| ----------------- | ----------------- |
| Can Bros          | 43                |
| Martorell         | 25 633            |
| Pou del Merli, el | 75                |
| Sant Genís        | 15                |

## Économie
Le centre de Recherche et Développement du constructeur automobile espagnol Seat, qui y a aussi son siège social, est implanté à Martorell depuis 1975. À la suite du rachat de la marque espagnole par le groupe allemand Volkswagen (en deux étapes 1986 puis 1990), une usine de production est inaugurée à Martorell en 1993. Depuis son inauguration, l'usine n'a pas cessé de s'améliorer. Elle est ainsi devenue une des usines les plus productives au monde (récompensée Meilleure usine du groupe allemand Volkswagen en 1998).
La ville a sur sa commune un complexe chimique qui appartient au groupe Solvay. Ce complexe fait travailler 400 personnes environ et produit principalement du PVC. Deux coentreprises sont présentes sur le site. La première coentreprise est entre Solvay (75 %) et BASF (25 %) sous l'égide SolVin et la seconde entre Solvay et Arkema sous l'égide Vinilis.

## Lieux et monuments
- Pont du diable, pont de l'époque romaine, construit probablement à l'époque de l'empereur Auguste. Jusqu'à la fin du XIVe siècle, il a été l'unique pont de la basse vallée du Llobregat. À l'entrée gauche du pont se dresse un arc. Il a subi de nombreuses réfections, probablement à cause des conséquences des crues de la rivière. En 1283, l'arc central a été reconstruit dans le style gothique. Cet arc a été détruit lors de la guerre civile en 1939 et reconstruit à l'identique en 1962.
- Musée Municipal Vicenç Ros, installé dans une partie du couvent des capucins, construit entre les années 1687 et 1700. Vicenç Ros i Batllevell (1883-1970) lui a fait une donation qui lui permet d'être un important musée de la céramique catalane.
- L'Enrajolada, Casa-Museu Santacana.
- Santa Margarida de Martorell, (VIIe – XIIe siècles).
- Monastère de Saint Genís de Rocafort, fondé en 1042.

## Personnalités
- Joanot Martorell

## Jumelages
Martorell est jumelée avec :
- Borgo a Mozzano (Italie)
- Chevilly-Larue (France)